# Nosaltres Sols!
L'agrupació nacionalista Nosaltres Sols! fou una organització políticoarmada catalana del segle xx. Va néixer l'any 1931 aprofitant el local de la Unió Catalanista. L'únic objectiu de l'organització fou enfrontar-se a aquells qui ells consideraven els enemics de Catalunya. El seu fundador i dirigent principal fou Daniel Cardona i Civit.

 Es va unir amb militants procedents d'Estat Català, crítics amb la decisió de Francesc Macià de crear Esquerra Republicana de Catalunya, Palestra i altres entitats per formar el Partit Nacionalista Català, que abandonà l'estiu del 1932.
Nosaltres Sols! es transformà en l'Organització Militar Nosaltres Sols! en proclamar-se l'estatut de Núria, ja que l'organització el considerava massa suau.
Nosaltres Sols! participà activament en els Fets dels sis d'octubre de 1934, pels quals Daniel Cardona fou obligat a exiliar-se i el seu lideratge fou discutit. El sector juvenil fundà el Bloc Escolar Nacionalista, amb certa independència respecte l'organització i amb tendències obreristes i marxistes, mentre que un grup reduït, amb influències properes als moviments feixistes europeus, se n'escindí per fundar el breu Moviment Nacionalista Totalitari.
El mes de juny del 1936, Nosaltres Sols s'integrà dins Estat Català i hi gaudí d'autonomia interna i, acabada la Guerra Civil espanyola, on lluità en el bàndol antifeixista, els militants de Nosaltres Sols! -la majoria dels quals eren força joves- juntament amb els d'Estat Català, van participar en la creació del Front Nacional de Catalunya (FNC), mentre que d'altres col·laboraven en l'Organització de Resistència Nacional.